# Böle (Finlandia)
Böle – wieś w Finlandii, w rejonie Uusimaa, w gminie Siuntio.